# 普羅維登西亞區

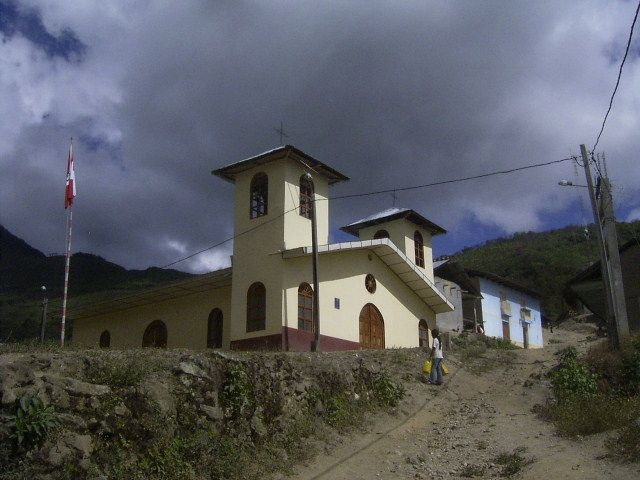

5°03′49″S 78°20′07″W / 5.06361°S 78.33528°W
普羅維登西亞區（西班牙語：Distrito de Providencia），是秘魯的一個區，位於該國北部亞馬遜大區的盧亞省，始建於1987年6月18日，面積71.2平方公里，海拔高度1,750米，2005年人口1,487，人口密度每平方公里21人。